# Campionato italiano Ice Sledge Hockey 2006-2007
Il Campionato italiano Ice Sledge Hockey 2006-2007 è stata la terza edizione di questo torneo, organizzato dal Comitato Italiano Paralimpico. Le compagini iscritte sono ancora una volta le tre rappresentative regionali di Piemonte (Tori Seduti, campioni in carica), Lombardia (Armata Brancaleone) e Alto Adige (South-Tyrol Eagles).
La formula è rimasta invariata rispetto alla stagione precedente e prevedeva che ogni squadra affrontasse le altre due per cinque volte: due in casa, due in trasferta e una in campo neutro.
Per il terzo anno consecutivo, ha vinto la rappresentativa del Piemonte.

## Girone
|                    | ARM | EAG | TOR | ARM | EAG | TOR | ARM | EAG | TOR |
| ------------------ | --- | --- | --- | --- | --- | --- | --- | --- | --- |
| Armata Brancaleone | —   | 1–3 | 1–1 | —   | 2–1 | 2–2 | —   | 5–1 | 2–1 |
| South-Tyrol Eagles | 1–4 | —   | 2–5 | 1–1 | —   | 0–4 | 1–5 | —   | 2–1 |
| Tori Seduti        | 4–2 | 8–0 | —   | 5–1 | 1–3 | —   | 1–2 | 1–2 | —   |

| Varese 21 ottobre 2006, ore 18:00 | Armata Brancaleone | 1 – 3 referto | South-Tyrol Eagles | PalAlbani |

| Bressanone 28 ottobre 2006 | South-Tyrol Eagles | 2 – 5 referto | Tori Seduti |  |

| Torino 4 novembre 2006 | Tori Seduti | 4 – 2 referto | Armata Brancaleone |  |

| Pinerolo 9 novembre 2006 | Tori Seduti | 8 – 0 referto | South-Tyrol Eagles |  |

| Merano 3 dicembre 2006 | South-Tyrol Eagles | 1 – 4 referto | Armata Brancaleone |  |

| Torino 20 gennaio 2007 | Tori Seduti | 5 – 1 referto | Armata Brancaleone | Palasport Tazzoli |

| Casate 27 gennaio 2007 | Armata Brancaleone | 2 – 1 referto | South-Tyrol Eagles | Palaghiaccio Casate |

| Varese 3 febbraio 2007 | Armata Brancaleone | 1 – 1 referto | Tori Seduti | PalAlbani |

| Selva di Val Gardena 4 febbraio 2007 | South-Tyrol Eagles | 0 – 4 referto | Tori Seduti |  |

| Torino 17 febbraio 2007 | Tori Seduti | 1 – 3 referto | South-Tyrol Eagles |  |

| Bressanone 4 marzo 2007 | South-Tyrol Eagles | 1 – 1 referto | Armata Brancaleone |  |

| 18 marzo 2007 | Armata Brancaleone | 2 – 2 referto | Tori Seduti |  |

| Asiago 14 aprile 2007 | Tori Seduti | 1 – 2 referto | South-Tyrol Eagles |  |

| Asiago 14 aprile 2007 | Armata Brancaleone | 2 – 1 referto | Tori Seduti |  |

| Asiago 15 aprile 2007 | South-Tyrol Eagles | 1 – 5 referto | Armata Brancaleone |  |

## Classifica
| Pos | Squadra            | G  | V | N | P | GF | GS | DG  | Pt |
| --- | ------------------ | -- | - | - | - | -- | -- | --- | -- |
| 1   | Tori Seduti        | 10 | 5 | 2 | 3 | 32 | 15 | +17 | 12 |
| 2   | Armata Brancaleone | 10 | 4 | 3 | 3 | 21 | 20 | +1  | 11 |
| 3   | South-Tyrol Eagles | 10 | 3 | 1 | 6 | 14 | 32 | −18 | 7  |